# Matt Bellefleur
Matt Bellefleur ist ein kanadischer Schauspieler.

## Leben
Über Bellefleur ist wenig bekannt. Er debütierte 2000 in einer Episode der Fernsehserie 2gether als Schauspieler. Es folgten in den nächsten Jahren weitere Besetzungen als Episodencharakterdarsteller in verschiedenen Fernsehserien. Außerdem verkörperte er erste Nebenrollen in Spielfilmen. 2007 übernahm er im Film Chaos unterm Weihnachtsbaum die Rolle des Walter Crump. Im selben Jahr stellte er die Rolle des Ken im Tierhorrorfilm Ants on a Plane – Tod im Handgepäck dar. 2015 war er in neun Episoden der Fernsehserie The Romeo Section in der Rolle des Vince Taggart zu sehen. Im selben Jahr mimte er im Katastrophenfilm Der Sturm – Life on the Line an der Seite von Hollywood-Größen wie John Travolta oder Sharon Stone die Rolle des Ron.

## Filmografie
- 2000: 2gether (2gether: The Series) (Fernsehserie, Episode 1x12)
- 2002: Bang, Bang, Du bist tot (Bang, Bang, You’re Dead)
- 2002: The Chris Isaak Show (Fernsehserie, Episode 2x15)
- 2002: Auf kalter Spur (Cold Squad) (Fernsehserie, Episode 6x04)
- 2003: Dead Like Me – So gut wie tot (Dead Like Me) (Fernsehserie, Episode 1x14)
- 2003: Jake 2.0 (Fernsehserie, Episode 1x07)
- 2004: 11:11 – The Gate
- 2004: Blinded (Kurzfilm)
- 2004: The Mountain (Fernsehserie, 5 Episoden)
- 2005: 14 Hours (Fernsehfilm)
- 2006: Blade – Die Jagd geht weiter (Blade: The Series) (Fernsehserie, Episode 1x10)
- 2007: To Be Fat Like Me (Fernsehfilm)
- 2007: Ants on a Plane – Tod im Handgepäck (Destination: Infestation) (Fernsehfilm)
- 2007: Chaos unterm Weihnachtsbaum (Christmas in Wonderland)
- 2008: Free Style
- 2009: Flashpoint – Das Spezialkommando (Flashpoint) (Fernsehserie, Episode 2x09)
- 2011: Bringing Ashley Home (Fernsehfilm)
- 2011: The Hunt for the I-5 Killer (Fernsehfilm)
- 2012: In Their Skin – Sie wollen dein Leben (In Their Skin)
- 2012: Dawn Rider
- 2012: Eine Braut zu Weihnachten (A Bride for Christmas) (Fernsehfilm)
- 2014: Janette Oke: Die Coal Valley Saga (When Calls the Heart) (Fernsehserie, 2 Episoden)
- 2015: Supernatural (Fernsehserie, 2 Episoden)
- 2015: Falling Skies (Fernsehserie, 2 Episoden)
- 2015: Mother of All Lies (Fernsehfilm)
- 2015: The Unspoken
- 2015: Der Sturm – Life on the Line (Life on the Line)
- 2015: The Romeo Section (Fernsehserie, 9 Episoden)
- 2016: Motive (Fernsehserie, Episode 4x05)
- 2017: Bad Date Chronicles (Chronique des rendez-vous désastreux) (Fernsehfilm)
- 2017: The Wrong Babysitter (Fernsehfilm)
- 2017: Tiny House of Terror (Fernsehfilm)
- 2019: Project Blue Book (Fernsehserie, Episode 1x04)
- 2019: Chronicle Mysteries (Mini-Serie, Episode 1x01)
- 2020: Welcome to the Circle
- 2021: Tribal (Fernsehserie, Episode 2x06)